# Tomás Milián
Tomás Quintín Rodríguez Milián (ur. 3 marca 1933 w Hawanie, zm. 22 marca 2017 w Miami) – kubańsko-amerykański aktor i scenarzysta filmowy i telewizyjny, najbardziej znany z występów w filmach włoskich od początku lat 60. do końca 80. XX wieku.

## Życiorys

### Wczesne lata
Urodził się w Hawanie jak syn kubańskiego generała. Jego ojciec służył w kubańskiej armii pod dyktaturą Fulgencia Batisty. W roku 1933, gdy obalono dyktaturę, ojciec został aresztowany. W roku 1945 ojciec popełnił samobójstwo w swoim domu, a Tomás był tego naocznym świadkiem.
Po obejrzeniu Na wschód od Edenu (1955) z Jamesem Deanem, zdecydował się opuścić Kubę i realizować swoje pragnienia bycia aktorem. Osiadł w Stanach Zjednoczonych. Uczęszczał do Actors Studio w Nowym Jorku, a później stał się obywatelem amerykańskim. Od 1969 roku został obywatelem włoskim.

### Kariera
Wystąpił w kilku sztukach na Broadwayu. Po rozpoczęciu kariery w Stanach Zjednoczonych, udał się do Włoch w 1958 roku, aby wziąć udział w festiwalu teatralnym w Spoleto w sztuce Jeana Cocteau. W końcu zdecydował się przenieść do Włoch, gdzie mieszkał ponad 25 lat.
Po pojawieniu się na scenie we Włoszech, został odkryty dla kina przez reżysera Mauro Bologniniego. Debiutował na ekranie we Włoszech jako Achille w dramacie Duże dziewczynki nie płaczą (La notte brava, 1959). Początkowo występował w studyjnych filmach i pracował z takimi reżyserami jak Mauro Bolognini czy Luchino Visconti. W latach 70. specjalizował się w graniu samotnych wilków-antybohaterów w giallo i bandytów w spaghetti westernach, brutalnych thrillerach policyjnych i filmach akcji. Pod koniec lat 80. powrócił do Stanów Zjednoczonych i w przeważającej części grał etnicznych złych facetów, m.in. w Salome (1986) wcielił się w postać Heroda.
W 1964 poślubił Margheritę Ritę Valetti, z którą miał syna Tommasa (ur. 1982).

## Wybrana filmografia
- 1960: Uprowadzenie (L’imprevisto) jako Thomas Plemian
- 1960: Następcy tronów (I Delfini) jako Alberto De Matteis
- 1962: Boccaccio ’70 jako Ottavio
- 1967: Colorado (La resa dei conti, reż. Sergio Sollima) jako Manuel „Cuchillo” Sanchez
- 1967: Twarzą w twarz (Faccia a faccia, reż. Sergio Sollima) jako Solomon „Beauregard” Bennet
- 1968: Bandyci w Mediolanie (Banditi a Milano, reż. Carlo Lizzani) jako komisarz Basevi
- 1968: Corri uomo corri (reż. Sergio Sollima) jako Manuel „Cuchillo” Sanchez
- 1972: Nie torturuj kaczuszki (Non si sevizia un paperino, reż. Lucio Fulci) jako Andrea Martelli
- 1985: Król Dawid (King David) jako Akiss
- 1985: Policjanci z Miami – odc. Bought and Paid For jako Octavio Arroyo
- 1990: Odwet (reż. Tony Scott) jako Cesar
- 1991: JFK (reż. Oliver Stone) jako Leopoldo
- 1994: Rodeo w Nowym Jorku (The Cowboy Way) jako Manny Huerta
- 1997: Amistad (reż. Steven Spielberg) jako Calderon
- 1997: Polubić czy poślubić (reż. Andy Tennant) jako Tomas Fuentes
- 2000: Traffic (reż. Steven Soderbergh) jako generał Arturo Salazar
- 2000: Miłość lub ojczyzna. Historia Artura Sandovala (For Love or Country: The Arturo Sandoval Story, TV) jako Sosa
- 2000: Ślepy tor (reż. James Gray) jako Manuel Sequiera
- 2005: Święto kozła (La Fiesta del chivo) jako Rafael Trujillo
- 2005: Hawana – miasto utracone (reż. Andy García) jako don Federico Fellove